# Hans Posegga
Hans Posegga est un compositeur, pianiste et chef d'orchestre allemand né le 31 janvier 1917 à Berlin et mort le 19 mai 2002 à Vienne. Son œuvre comprend de la musique de chambre, des opéras, de la musique sacrée, des symphonies, du jazz. Il est cependant principalement connu pour ses musiques de film pour la télévision comme Le Loup des mers (de), Joseph Balsamo, Deux ans de vacances, L'Appel de l'or ou encore le thème de l'émission Die Sendung mit der Maus.

## Musique de film
- 1957 : Kepler und sein Werk (réalisation Rudolf Stölting)
- 1961 : Brutalität in Stein (de) (réalisation Alexander Kluge, Peter Schamoni)
- 1961 : Die Kreuzspinne (réalisation Eugen Schumacher)
- 1961 : Pamphylos, der Mann mit dem Autotick (réalisation Christian W. Rischert, Friedrich Streich (de))
- 1962 : Die Parallelstraße (réalisation Ferdinand Khittl (de))
- 1963 : Magnet Großstadt (réalisation Eberhard Hauff (de))
- 1965 : Auf die Einstellung kommt es an (réalisation Eberhard Hauff)
- 1965 : Es (réalisation Ulrich Schamoni)
- 1965 : Chasse aux renards interdite (réalisation Peter Schamoni)
- 1966 : Die widerrechtliche Ausübung der Astronomie (de) (réalisation Peter Schamoni)
- 1971 : Le Loup des mers (de) (série TV)
- 1974 : Deux ans de vacances (mini-série de la ZDF, réalisation Serge Nicola, Gilles Grangier)
- 1975 : L'Appel de l'or (Abenteuer-Vierteiler, réalisation Wolfgang Staudte, Serge Nicola)
- 1977 : Hitler, une carrière (réalisation Joachim Fest)
- 1978 : Caribia (réalisation Arthur Maria Rabenalt)
- 1980 : Les Aventures de Caleb Williams (téléfilm en quatre épisodes)
- 1986 : Caspar David Friedrich – Les Limites du temps (réalisation Peter Schamoni)
- 1987 : Jokehnen - Oder Wie lange fährt man von Ostpreußen nach Deutschland? (de)
- 1988 : Nosferatu le vampire (nouvelle musique pour le film de Friedrich Wilhelm Murnau de 1922)